# Équipe d'Espagne de football au Championnat d'Europe 1988

L'équipe d'Espagne de football participe à sa 4e phase finale championnat d'Europe lors de l'édition 1988 qui se tient en Allemagne de l'Ouest du 10 juin 1988 au 25 juin 1988. L'Espagne est éliminée au premier tour en terminant troisième du groupe 1.

## Phase qualificative
La phase qualificative est composée de quatre groupes de cinq nations et trois groupes de quatre nations. Les sept vainqueurs de poule se qualifient pour l'Euro 1988 et ils accompagnent la RFA, qualifiée d'office en tant que pays organisateur. L'Espagne remporte le groupe 1.
| Rang | Équipe   | Pts | J | G | N | P | Bp | Bc | Diff |  | Résultats (▼ dom., ► ext.) |     |     |     |     |
| ---- | -------- | --- | - | - | - | - | -- | -- | ---- |  | -------------------------- | --- | --- | --- | --- |
| 1    | Espagne  | 10  | 6 | 5 | 0 | 1 | 14 | 6  | +8   |  | Espagne                    |     | 1-0 | 2-0 | 5-0 |
| 2    | Roumanie | 9   | 6 | 4 | 1 | 1 | 13 | 3  | +10  |  | Roumanie                   | 3-1 |     | 4-0 | 5-1 |
| 3    | Autriche | 5   | 6 | 2 | 1 | 3 | 6  | 9  | -3   |  | Autriche                   | 2-3 | 0-0 |     | 3-0 |
| 4    | Albanie  | 0   | 6 | 0 | 0 | 6 | 2  | 17 | -15  |  | Albanie                    | 1-2 | 0-1 | 0-1 |     |

## Effectif
Sélectionneur : Miguel Muñoz
| No. | Pos.      | Joueur                | Date de naissance et âge | Sélec. | Club               |
| --- | --------- | --------------------- | ------------------------ | ------ | ------------------ |
| 1   | Gardien   | Andoni Zubizarreta    | 23 octobre 1961          | 115    | FC Barcelone       |
| 2   | Défenseur | Tomás Reñones         | 9 août 1960              | 31     | Atlético Madrid    |
| 3   | Défenseur | José Antonio Camacho  | 8 juin 1955              | 73     | Real de Madrid     |
| 4   | Défenseur | Genar Andrinúa        | 9 mai 1964               | 66     | Athletic Bilbao    |
| 5   | Milieu    | Víctor Muñoz          | 15 mars 1957             | 44     | FC Barcelone       |
| 6   | Milieu    | Ramón Calderé         | 16 janvier 1959          | 21     | FC Barcelone       |
| 7   | Attaquant | Julio Salinas         | 11 septembre 1962        | 30     | Atlético Madrid    |
| 8   | Défenseur | Manuel Sanchís        | 23 mars 1965             | 13     | Real de Madrid     |
| 9   | Attaquant | Emilio Butragueño     | 22 juillet 1963          | 19     | Real de Madrid     |
| 10  | Attaquant | Eloy                  | 10 juillet 1964          | 32     | Sporting Gijón     |
| 11  | Milieu    | Rafael Gordillo       | 24 février 1957          | 61     | Real de Madrid     |
| 12  | Défenseur | Diego                 | 20 avril 1960            | 1      | Betis Séville      |
| 13  | Gardien   | Francisco Buyo        | 13 janvier 1958          | 2      | Real de Madrid     |
| 14  | Milieu    | Ricardo Gallego       | 8 février 1959           | 44     | Real de Madrid     |
| 15  | Milieu    | Eusebio               | 13 avril 1964            | 17     | Atlético Madrid    |
| 16  | Attaquant | José Mari Bakero      | 11 février 1963          | 3      | Real Sociedad      |
| 17  | Attaquant | Txiki Begiristain     | 12 août 1964             | 12     | Real Sociedad      |
| 18  | Défenseur | Miquel Soler          | 13 mars 1965             | 23     | Espanyol Barcelone |
| 19  | Milieu    | Rafael Martín Vázquez | 25 septembre 1965        | 3      | Real de Madrid     |
| 20  | Milieu    | Míchel                | 23 mars 1963             | 1      | Real de Madrid     |

## Phase finale

### Groupe 1
| Groupe 1 |                      |     |   |   |   |   |    |    |      |
|          | Équipe               | Pts | J | G | N | P | BP | BC | Diff |
| 1        | Allemagne de l'Ouest | 5   | 3 | 2 | 1 | 0 | 5  | 1  | +4   |
| 2        | Italie               | 5   | 3 | 2 | 1 | 0 | 4  | 1  | +3   |
| 3        | Espagne              | 2   | 3 | 1 | 0 | 2 | 3  | 5  | -2   |
| 4        | Danemark             | 0   | 3 | 0 | 0 | 3 | 2  | 7  | -5   |

| 10 juin | Allemagne de l'Ouest | 1 | 1 | Italie   |
| 11 juin | Danemark             | 2 | 3 | Espagne  |
| 14 juin | Allemagne de l'Ouest | 2 | 0 | Danemark |
| 14 juin | Italie               | 1 | 0 | Espagne  |
| 17 juin | Allemagne de l'Ouest | 2 | 0 | Espagne  |
| 17 juin | Italie               | 2 | 0 | Danemark |

| 11 juin 1988                      | Danemark                    | 2 – 3 | Espagne                                   | Niedersachsenstadion, Hanovre               |                                             |
| 15:30 · Historique des rencontres | M.Laudrup 24e · Povlsen 82e |       | Míchel 5e · Butragueno 53e · Gordillo 66e | Spectateurs : 60 366 Arbitrage : Bep Thomas | Spectateurs : 60 366 Arbitrage : Bep Thomas |
| 15:30 · Historique des rencontres | (Rapport)                   |       |                                           | Spectateurs : 60 366 Arbitrage : Bep Thomas | Spectateurs : 60 366 Arbitrage : Bep Thomas |

| 14 juin 1988                      | Italie     | 1 – 0 | Espagne | Waldstadion, Francfort-sur-le-Main                |                                                   |
| 20:15 · Historique des rencontres | Vialli 73e |       |         | Spectateurs : 51 790 Arbitrage : Erik Fredriksson | Spectateurs : 51 790 Arbitrage : Erik Fredriksson |
| 20:15 · Historique des rencontres | (Rapport)  |       |         | Spectateurs : 51 790 Arbitrage : Erik Fredriksson | Spectateurs : 51 790 Arbitrage : Erik Fredriksson |

| 17 juin 1988                      | Allemagne de l'Ouest | 2 – 0 | Espagne | Olympiastadion, Munich                          |                                                 |
| 20:15 · Historique des rencontres | Völler 29e, 51e      |       |         | Spectateurs : 72 308 Arbitrage : Michel Vautrot | Spectateurs : 72 308 Arbitrage : Michel Vautrot |
| 20:15 · Historique des rencontres | (Rapport)            |       |         | Spectateurs : 72 308 Arbitrage : Michel Vautrot | Spectateurs : 72 308 Arbitrage : Michel Vautrot |

## Navigation